# Islas orientales de al-Ándalus

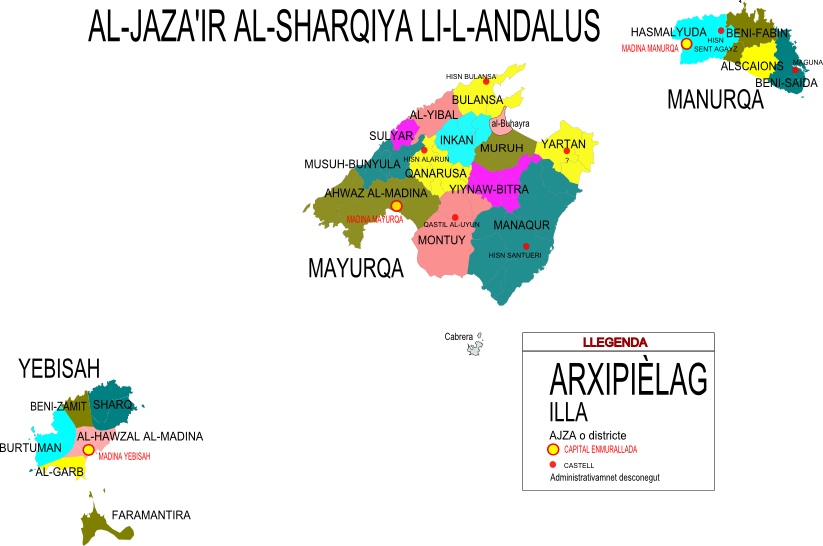
Las Baleares en época musulmana 903-1229.

Islas orientales de al-Ándalus (en árabe Al-jaza’ir al-Sharquiya li-l-Andalus), es el nombre de las Islas Baleares en época musulmana (903-1229), integrado por Mayurqa, Manurqa, Yabisah y Faramantira. Su organización política varió en gran manera a lo largo de los más de tres siglos de dominación islámica, desde la fuerte dependencia del poder central durante el Califato de Córdoba hasta la plena independencia de la Taifa de Mallorca, pasando por todas las situaciones intermedias. 

## Primeros contactos de los musulmanes con las islas
Los dominios occidentales del Imperio bizantino habían comenzado a escapar al control de Constantinopla a principios de siglo VII. Su control sobre la Mallorca, Menorca y las islas Pitiusas ya era más nominal que efectivo. Los gobernantes habían comenzado a construir castillos en las montañas. Los habitantes de las islas dedicaron parte de sus esfuerzos a la piratería. La primera expedición de los musulmanes contra las islas tuvo sitio el año 707 cuando el gobernador de África, Musa ibn Nusair, atacó las islas. Más tarde Musa conquistaría la península ibérica con Tariq. Ante el peligro al que estaban sometidos los cristianos de la Baleares y las Pitiusas pidieron ayuda al emperador Carlomagno (hacia el 800). Durante el siglo IX, las Baleares serían atacadas por normandos y musulmanes. El año 848 el emir de Córdoba Abderramán II, somete a los isleños por haber dejado de pagar los impuestos a que estaban obligados, tal vez derivados del primer tratado o de otro posterior firmado con los emires independientes de Córdoba. El año siguiente los baleares envían una embajada que obtiene el perdón y la restitución del antiguo status a cambio de una multa.

## La conquista
Un notable musulmán, Issam al-Khawlaní comenzó la peregrinación hacía La Meca. Una tormenta le obligó a refugiarse en Mallorca y decidió la conquista. Cuando volvió a la corte lo propuso, y partió con un ejército. La conquista se inició el año 902.
Tras una dura resistencia en los castillos, los musulmanes se apoderaron de las islas. Isam al Hawlani reconstruyó la ciudad de Palma y edificó baños, mezquitas y posadas. Rebautizó la ciudad como Madina Mayurqa
Las islas quedaron adheridas al emirato de Córdoba y fueron conocidas con el nombre de las Islas Orientales de al-Ándalus.

## Las Baleares en tiempos del Califato de Córdoba
Los musulmanes encontraron que la ciudad estaba prácticamente abandonada, los campos estaban casi sin sembrar y ya no había obispo. Promovieron la emigración de personas de la península y del norte de África. Poco a poco toda la población fue de religión musulmana y hablaba árabe. Los musulmanes introdujeron en la Baleares nuevos cultivos (azafrán, arroz, berenjenas, alcachofas...)y pusieron en marcha complejos sistemas de regadío como son los qânats o pozos de mina y las sinias.
También iniciaron la construcción de las marjades para poder aprovechar la forma de la montaña.
Las islas orientales de Al-Ándalus estuvieron gobernadas por un gobernador que residía en Madina Mayurqa en el Palacio Real de La Almudaina. Cerca de este palacio existía un mezquita, alijama. También existían muchas otras mezquitas y baños, escuelas y bibliotecas.